# Wrong All Around
Wrong All Around è un cortometraggio muto del 1914 diretto da Eddie Dillon (Edward Dillon).

## Trama
Spotty Jones maltratta sua moglie. Lei, allora chiede aiuto alla madre e questa promette di venire ad aiutarla contro il marito. Jones, però, venuto a conoscenza della venuta della suocera, cambia le targhette sulle porte degli appartamenti, inducendola in errore. La donna, infatti, entra nell'appartamento sbagliato e, non avendo mai visto prima il genero, si mette a litigare con uno sconosciuto. Così, la signora Hicks, quando torna a casa, trova il marito insieme a una strana donna che lo sta picchiando. Si mette a colpire l'intrusa. In quel momento, arriva anche il suocero di Spotty: la scena che gli si presenta davanti è quella della moglie picchiata da Hicks.
La confusione è totale: Spotty, allora, cerca di spiegare la situazione ma non riesce a provocare nient'altro che l'ira generale nei suoi confronti.

## Produzione
Il film fu prodotto dalla Komic Pictures Company, una casa di produzione attiva dal 1913 al 1915 che produsse in quel periodo poco più di un centinaio di pellicole.

## Distribuzione
Distribuito dalla Mutual Film, il film - un cortometraggio in una bobina - uscì nelle sale cinematografiche USA il 12 luglio 1914. In aprile, era uscito un altro cortometraggio dallo stesso titolo prodotto dalla Essanay.